# Apathy
Apathy, pseudonimo di Chad Bromley (8 marzo 1979), è un rapper statunitense, ed uno dei membri del gruppo rap Army of the Pharaohs nonché rifondatore dei Demigodz.

## Discografia
Solista 
 Album in studio 
- 2004 - Where's Your Album?!! (Mixtape)
- 2006 - Eastern Philosophy
- 2007 - Baptism By Fire (Mixtape)
- 2009 - Wanna Snuggle?
- 2011 - Honkey Kong
- 2016 - Handshake With Snake
- 2018 - The Window's Son

 Raccolte 
- It's the Bootleg, Muthafuckas! Vol. 1
- Hell's Lost & Found: It's The Bootleg, Muthafuckas! Volume 2
- 2012 - The Alien Tongue
- 2012 - It's the Bootleg, Muthafuckas! Vol. 3: Fire Walk with Me

 EP 
- 2010 - Make Alotta Money
- 2011 - Primate Mindstate

 Con i Demigodz 
- 2002 - The Godz Must Be Crazier (EP)
- 2013 - Killmatic

 Con gli Army of the Pharaohs 
- 2006 - The Torture Papers
- 2010 - The Unholy Terror

 Con Celph Titled 
- 2007 - No Place Like Chrome
- 2012 - Will Sing for Vengeance (EP)

 Con i Get Busy Committee 
- 2009 - Uzi Dies It

 Collaborazioni 
- 1997 - Jedi Mind Tricks - The Psycho-Social, Chemical, Biological & Electro-Magnetic Manipulation of Human Consciousness
- 2000 - Sage Francis - Still Sick... Urine Trouble
- 2001 - 7L & Esoteric - Soul Purpose
- 2002 - 7L & Esoteric - Dangerous Connection
- 2002 - Dynamic Syncopation - In the Red
- 2002 - 7L & Esoteric - Warning: Dangerous Exclusive
- 2003 - Styles of Beyond - Megadef
- 2003 - Louis Logic - Sin-A-Matic
- 2004 - 7L & Esoteric - DC2: Bars of Death
- 2004 - DutchMassive - Junk Planet
- 2005 - Majik Most - Molesting Hip Hop: The Official Mixtape
- 2005 - Fort Minor - Fort Minor: We Major
- 2006 - DJ Yoda - The Amazing Adventures of DJ Yoda
- 2006 - Outerspace - The Shut Off Notice
- 2007 - Styles of Beyond - Razor Tag